# ディオニシオ・アグアド
ディオニシオ・アグアド（Dionisio Aguado y García, 1784年4月8日 - 1849年12月29日）はスペインのギター奏者・作曲家
。 

## 生涯
マドリッド出身。ミゲル・ガルシアに師事。1825年にパリを訪れ、多くの知己を得る。一時期フェルナンド・ソルの許に身を寄せた。二人は友情を記念して、「レ・ドゥ・ザミ Les Deux Amis（二人は友達、の謂い）」という名のギター・デュオを組んだ。
アグアドの主著『ギター入門 Escuela de Guitarra』は1825年に出版された。これは今日でも復刻版が手に入る。本書の中でアグアドは、右手の爪の用法や、「トリポディオン」と呼ばれる装置の自分の発明について論じている（トリポディオンとは、楽器を固定することにより、楽器の背面や側面が演奏者の身体に触れて響きが減衰しやすくなることを最小限に抑えた器具のことである）。
アグアドの作品には、《3つの華麗なるロンド》作品2や《ファンダンゴと変奏 Le Fandango Varie》作品16のほかに多数のワルツやメヌエットなどの軽い小品がある。より大規模な作品は、超絶技巧や左手を広げる必要があり、現代のクラシックギターでは演奏がかなり難しい。このため、現代のギターよりも弦長が短いロマンティックギター（19世紀ギター）を復元して演奏する奏者も多い。
アグアドは1838年に帰国し、マドリッドで他界した。65歳であった。

## 主要作品

### 作品番号あり
- Op. 1 : Douze Valses
- Op. 2 : Trois Rondo Brillants
- Op. 3 : Huit Petites Pièces
- Op. 4 : Six Petites Pièces
- Op. 5 : Quatre Andantes et Quatre Valses
- Op. 6 : Nuevo Método de Guitarra (1834)
- Op. 7 : Valses Faciles
- Op. 8 : Contredanses et Valses Faciles
- Op. 9 : Contredanses non difficiles
- Op. 10 : Exercices Faciles et Très Utiles
- Op. 11 : Les Favorites - Huit Contredanses
- Op. 12 : Six Menuets & Six Valses
- Op. 13 : Morceaux Agréables non difficiles
- Op. 14 : Dix Petites Pièces non difficiles
- Op. 15 : Le Menuet Affandangado
- Op. 16 : Le Fandango Varié

### 作品番号なし
- Allegro
- Coleccion De Andantes, Valses Y Minuetos
- Douze Walses, Une Marche Militaire, Et Un Theme Varie
- Escuela de Guitarra (1825)
- Gran Solo (Fernando Sor's Op.14, Arr. by Aguado)
- Muestra De Afecto Y Reconocimiento (Seis Valses)
- Valses Caracteristiques
- Variaciones
- Variaciones Brillantes